# 流山街道
流山街道（ながれやまかいどう）は、千葉県の、松戸市から江戸川に沿い流山市を経て野田市へ至る千葉県道路愛称名（1988年（昭和63年）度制定）。

## 概要
千葉県道5号松戸野田線、流山市道、野田市道、および千葉県道17号結城野田線から成る。かつては市道区間についても千葉県道5号松戸野田線に指定されていたが、同線のバイパスである松戸野田有料道路の2007年（平成19年）10月の無料開放に伴い、これに並行する、流山市南の常磐自動車道 流山インターチェンジ付近にある旧松戸野田有料道路入口交差点から野田市野田の「野田市下町」交差点までの区間が、県道指定から外された。
埼玉県内では草加流山線を指しての通称として使用される場合がある。